# Roberto Ríos Patus
Roberto Ríos Patus (Bilbao, 8 ottobre 1971) è un ex calciatore spagnolo, di ruolo difensore.

## Carriera

### Club
Cresce nelle giovanili del Real Betis, squadra con la quale debutta con la squadra riserve nella stagione 1991-1992. L'anno successivo viene promosso in prima squadra, con cui conquista una promozione nella Primera División nel campionato 1993-1994. Per cinque stagioni veste la maglia della società di Siviglia collezionando 114 presenze, di cui 71 nella massima serie spagnola.
Nel 1997, in seguito a voci di un suo trasferimento al Manchester Utd, Ríos viene acquistato dall'Athletic Bilbao per l'elevata cifra di 2 miliardi di pesetas.
Con i baschi rimane per cinque stagioni, concludendovi la carriera nel 2002.

### Nazionale
Conta nove presenze con la Nazionale di calcio della Spagna. Il debutto risale alla partita Repubblica Ceca-Spagna (0-0) del 9 ottobre 1996, valide per le qualificazioni ai Mondiali 1998.
Ha vestito per 2 volte anche la maglia della Selezione di calcio dei Paesi Baschi.